# Shopping and Fucking
Shopping and Fucking es una obra de teatro de 1996 del dramaturgo inglés Mark Ravenhill. Se estrenó en el Teatro de Finborough, Londres, en 1995. Fue interpretada en 1996 en el teatro West End, Londres, antes de embarcarse en una gira local e internacional, coproducida por la compañía teatral Out of Joint y el Teatro Royal Court.
Cuando se produjo por primera vez, Shopping and Fucking recibió críticas diversas. Algunos se asombraron por la temática sexual y violenta de la obra, además de abordar temas como la drogadicción y la prostitución. Otros críticos alabaron el humor negro de la obra y su mezcla de filosofías marxistas y sadistas. Junto a Blasted de Sarah Kane, fue la primera obra británica de una corriente conocida como teatro In-yer-face en la década de 1990.